# Eva Gredal
Eva Wilhelmsson Gredal, född 19 februari 1927 i Hvorup sogn, död 2 augusti 1995 i Stege, var en dansk socionom och socialdemokratisk politiker. Hon var socialminister 1971-1973 och 1975-1978 och europaparlamentariker 1979-1989.

## Biografi
Eva Gredal var dotter till konditorgesällen Albert Wilhelmsson Tuure (1903-1976) och Mary Larsen (1903-1992). Fadern var sjuklig, vilket tvingade modern att sy för folk för att dryga ut socialbidraget. Gredal tog realexamen 1943 och studentexamen vid en aftonskola 1947. Hon tog socionomexamen från Köpenhamns universitet 1954 och blev sedan ordförande av Dansk Socialrådgiverforening (1959-1967). Hon var även vice ordförande av Landsforeningen for Mentalhygiejne (1967-1971), vice ordförande av Mentalhygiejnisk forskningsinstitut (1968-1971) och redaktör av tidskriften Mentalhygiejne (1968-1970). Hon engagerade sig även i kvinnofrågor som medlem av Dansk Kvindesamfund, där hon var vice ordförande (1957-1958).
Hon blev invald i Folketinget för Socialdemokratiet 1971 och utnämndes genast till socialminister, trots sina begränsade erfarenheter av politiskt arbete. Hon stod bland annat bakom a-kassareformen från 1972 och ett nytt bidragssystem (Bistandsloven), som ersatte alla tidigare lagar på området och samlade dem i en under kommunal regi. Det innebar en decentralisering: kommunerna fick ansvar för socialtjänst, barn- och ungdomsomsorg, handikappomsorg och mödravård. Reformen innebar även att möjligheten till bidrag inte längre beräknades efter orsakerna till hur behovet för bidrag hade uppstått, att klienternas livsvillkor inte skulle förringas samt de anpassades efter klientens behov. Hennes mandatperiod innebar dock också nedskärningar på grund av den finansiella krisen som uppstod under 1970-talet. Hon verkade även för att det upprättades ett jämställdhetsråd och hon var ledare för den danska delegationen i FN:s kvinnokonferens i Mexiko 1975. Hon väckte uppståndelse bland Rødstrømperne efter att ha infört regler som gjorde det möjligt att kontrollera att utbetalning av bidrag till ensamstående mödrar inte gick till kvinnor som levde i någon form av förhållande.
Gredal var folketingsledamot 1971-1975 och 1977-1979. Hon var sedan ledamot i Europaparlamentet (1979-1989) och kom att ingå i styrelsen för den socialistiska gruppen. Hon var EG-anhängare och ansåg att dess direktiv för lika lön och jämställdhet var en stor framgång. Hon var ordförande av den danska Europabevægelsen (1990-1992) och direktör för Mentalhygiejnisk Forening från 1990.